# HNK 세게스타
HNK 세게스타(HNK Segesta)는 시사크시에 위치한 크로아티아의 축구 클럽이다. 현대의 시사크시의 발전의 토대가 된 일리리아인의 정착지 세게스타의 이름을 가져왔다. 세게스타는 크로아티아의 가장 오래된 축구 클럽으로서, 오늘날까지 아무런 간섭 없이 동일한 이름으로 운영되고 있다.

## 수상
- Treća HNL – 센터:
  - Winners (2): 2002–03, 2012–13

## 역대 감독
| 감독              | 임기        |
| ----------------- | ----------- |
| 브란코 이반코비치 | 1995 ~ 1996 |
| 스체판 데베리치   | 불명        |

## 코치 역사
- Srećko Bogdan
- Milivoj Bračun
- 브란코 이반코비치
- Mirko Kokotović
- Zlatko Kranjčar
- Mladen Munjaković
- Vjeran Simunić
- Ivan Pudar